# Puchol malý
Puchol malý (Eupleres goudotii) je malá, cibetce podobná šelma, žijící na Madagaskaru.

## Popis
- Délka těla: až 65 cm
- Délka ocasu: až 25 cm
- Hmotnost: až 4 kg

Puchol má dlouhý štíhlý čenich a krátký huňatý ocas, srst na hřbetě je hnědá, spodní část těla je bílošedá. Má dlouhé, nezatažitelné drápy, které používá k hrabání a hledání potravy, jako jsou dešťovky, hmyz a jeho larvy, slimáci, hlemýždi a hlodavci. Na zimní měsíce, kdy je nedostatek potravy, si v ocase ukládá zásoby tuku.
Samice rodí vždy jen jedno mládě, které má po porodu oči otevřené a za 14 dní je schopno matku následovat. Za devět týdnů je již odstaveno.
Puchol je endemit žijící pouze v deštných lesích a mokřadech Madagaskaru. Je ohrožen ztrátou životního prostředí.